# Gmina Świerzawa
Gmina Świerzawa je polská městsko – vesnická gmina v okrese Złotoryja v Dolnoslezském vojvodství. Správním střediskem gminy je město Świerzawa.

## Geografie
Gmina, která je jednou ze šesti gmin v okrese Złotoryja, se rozkládá v Kačavských horách, jejichž výška se od 350 metrů na severu postupně zvedá do 600 – 700 metrů na jihu a na západě tohoto území. Gmina patří mezi řidčeji osídlené příhraniční oblasti – na jejím území žije 17,1 % obyvatel na 27,8 % rozlohy złotoryjského okresu. Gmina Świerzawa sousedí s gminami Bolków, Janowice Wielkie, Jeżów Sudecki, Męcinka, Pielgrzymka, Wleń a Złotoryja.

## Administrativní dělení
V obvodu gminy, jejímž správním centrem je Świerzawa, se nacházejí starostenství (polsky sołectwa) Biegoszów, Dobków, Gozdno, Lubiechowa, Nowy Kościół, Podgórki, Rzeszówek, Rząśnik, Sędziszowa, Stara Kraśnica a Sokołowiec. Součástí gminy jsou ještě vesnice Bronków, Dynowice, Janochów,  Jurczyce, Krzeniów, Posępsko, Różana, Sądrecko a Szczechów.

## Obyvatelstvo
Podle dat z roku 2016 na území gminy žilo 7 644 obyvatel, z toho 49,9% žen a 50,1% mužů. Průměrný věk obyvatel gminy činil 39,9 roků. Z celkového počtu obyvatel bylo 64,8% v produktivním věku. Za období od roku 2002 do roku 2016 došlo k poklesu počtu obyvatel o 3,5%. K úbytku přispěla nejen nižší porodnost, ale i stěhování obyvatel do jiných částí Polska. Pokud jde o výstavbu nových bytů, resp. domů, ta byla v uvedených letech prakticky výhradně jen individuální. Nezaměstnanost v gmině Świerzawa vysoce překračuje celostátní polský průměr. V roce 2004 na území gminy dosahovala hrozivých 40,7%, dvojnásobek celostátního průměru. V dalších letech mírně poklesla, avšak stále se udržovala nad 30%, přičemž v roce 2013 opět stoupla na 35,9%. V roce 2015 nezaměstnanost poprvé klesla pod 30% – na 28,2 %, což je však přibližně trojnásobek celostátního průměru (10%, v Dolnoslezském vojvodství dokonce jen 8,5% v roce 2015). Sídlo příslušného úřadu práce je v Złotoryji. Průměrný hrubý měsíční příjem obyvatel v gmině Świerzawa činil v roce 2015 3826 zlotých.

## Ekonomika
Výdaje v rozpočtu gminy Świerzawa činily v roce 2015 celkem 24,5 miliónů zlotých, z toho 2,5 miliónu (10,2%) na investice. Největší díl z rozpočtu byl vynaložen na oblast osvěty a výchovy (školství) – 29,1%. Příjmy do rozpočtu gminy v roce 2015 byly 27,2 miliónů zlotých.

## Dochované památky a památky ohrožené
V gmině Świerzawa je v ústředním seznamu polského Ministerstva kultury a Dziedzictwa Narodowego zaznamenáno celkem 48 položek, z nichž je 13 přímo ve městě Świerzawa. Jedná se o jednotlivé památky i celé památkové areály, jako jsou zámky s přilehlými parky a dalšími stavbami. Některé z těchto památek jsou zachovalém stavu, další byly opraveny po vstupu Polska do Evropské unie, mnohé jsou však zcela zdevastované a hrozí jim zkáza.

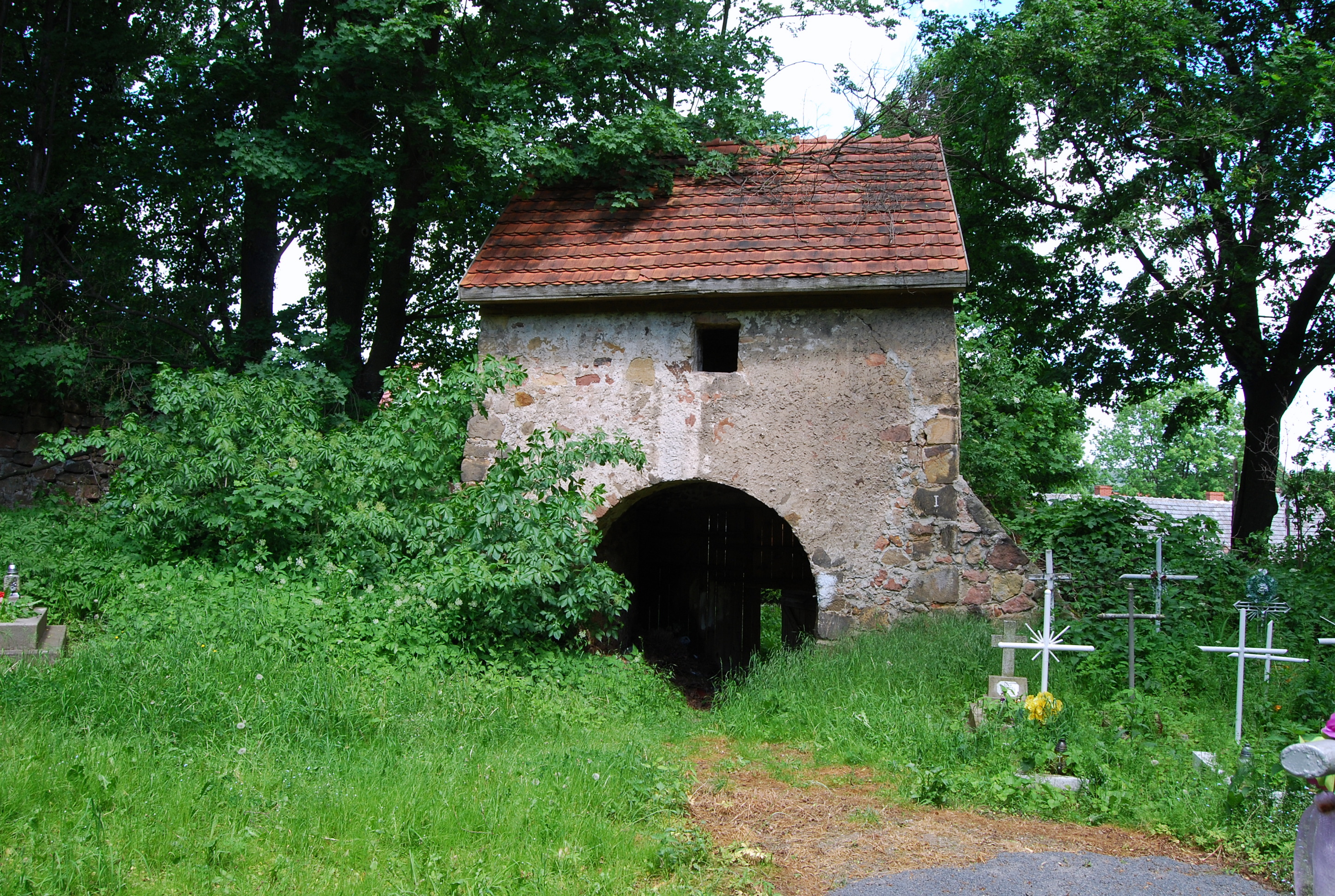
Brána hřbitova "Przy wieźy" ze 15. století v Nowém Kościółe
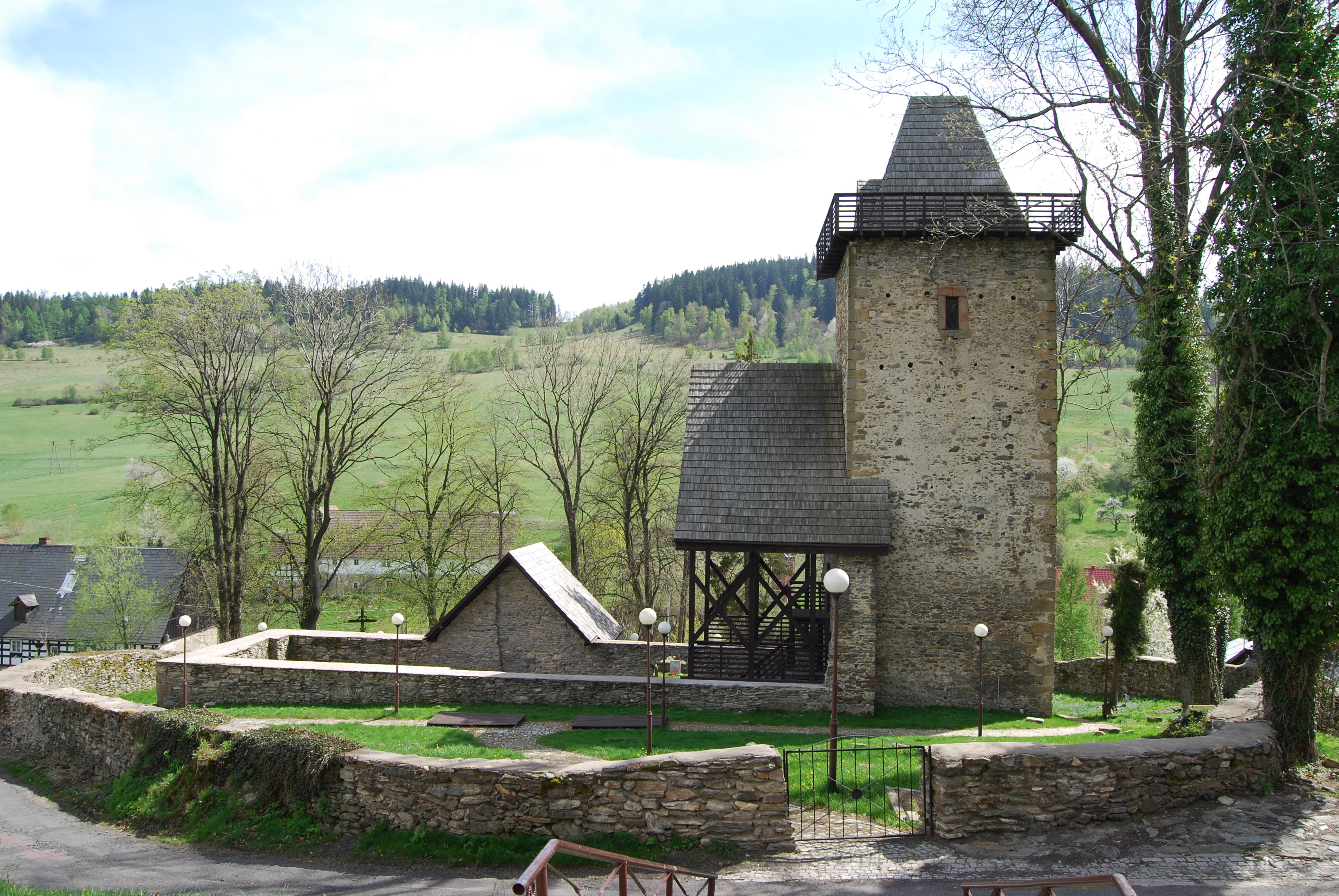
Kostel v Podgórkách, jehož ruiny byly opraveny v roce 2006 z fondů EU
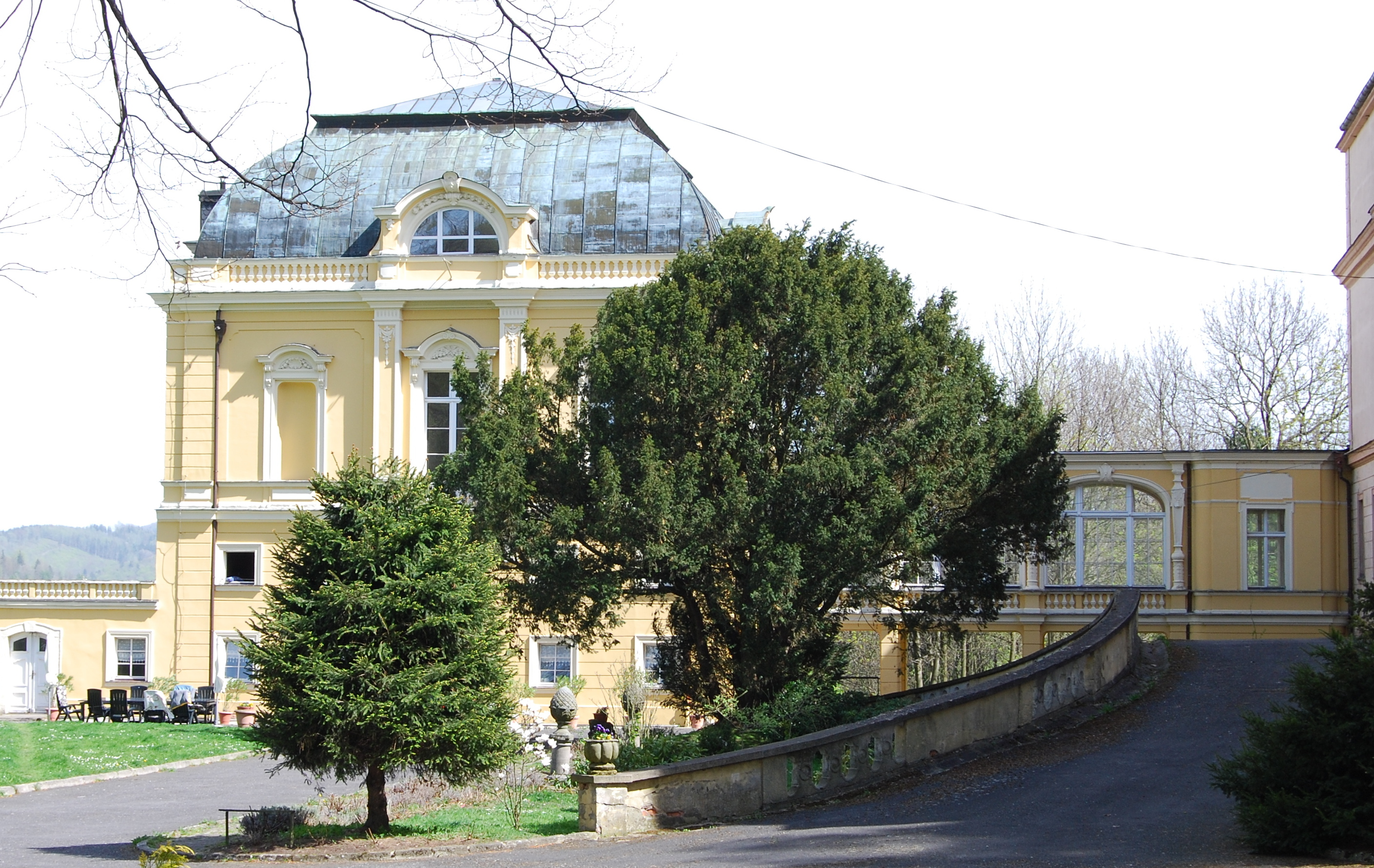
Opravená přístavba zámku v Podgórkách
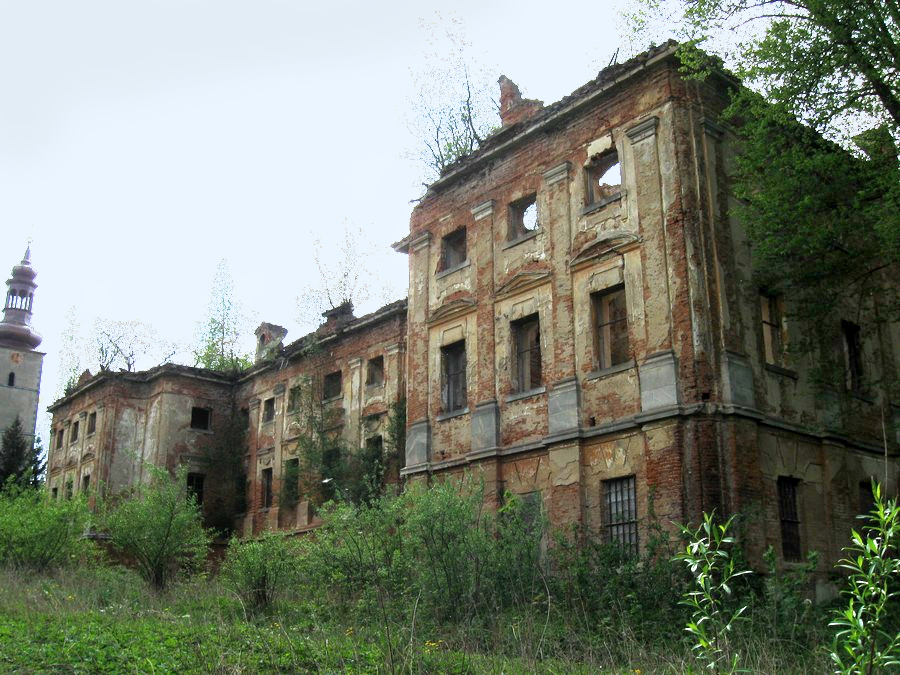
Zřícenina zámku z roku 1734 v Rząśniku
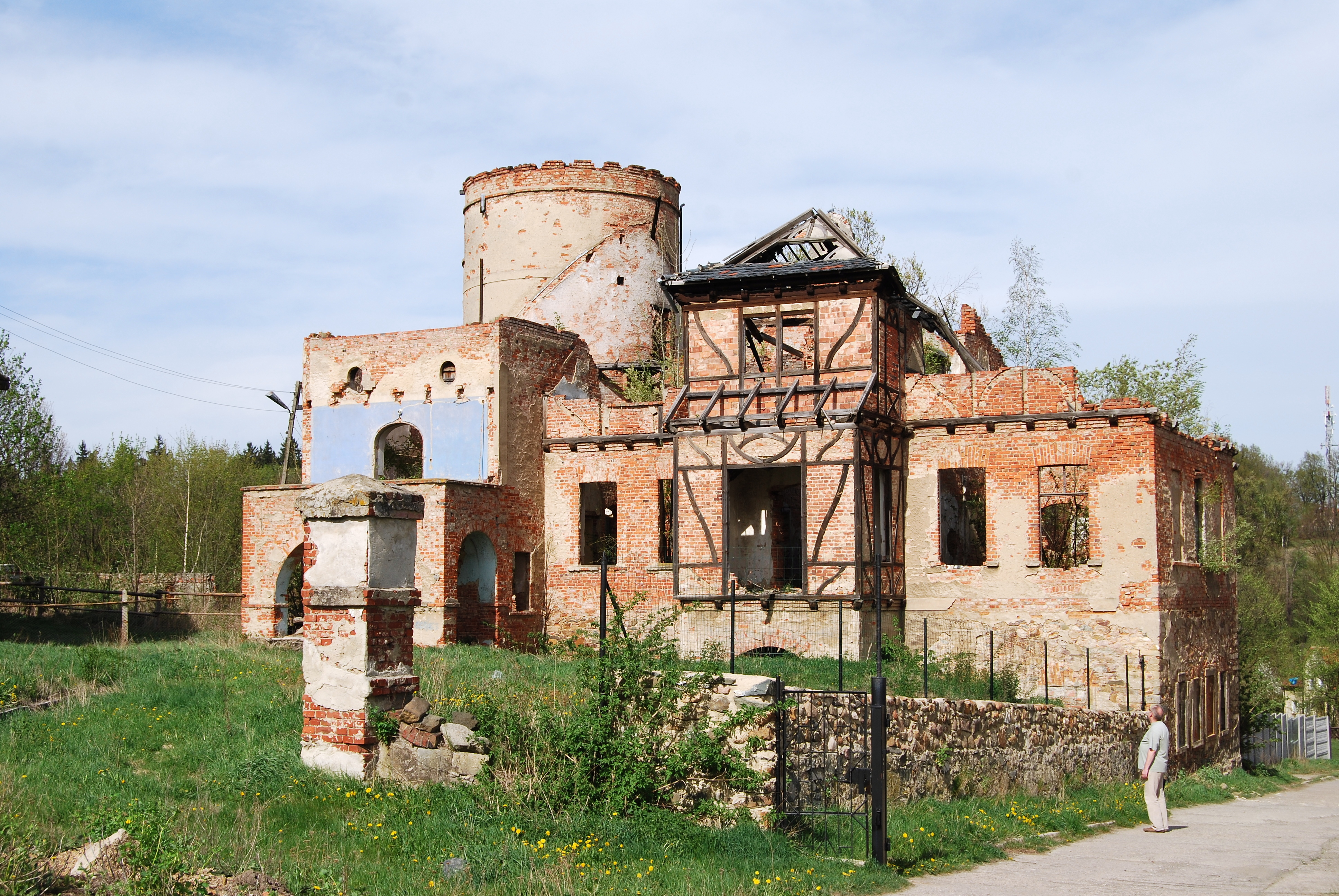
Pozůstatky zámku ze 16. století ve Staré Kraśnici
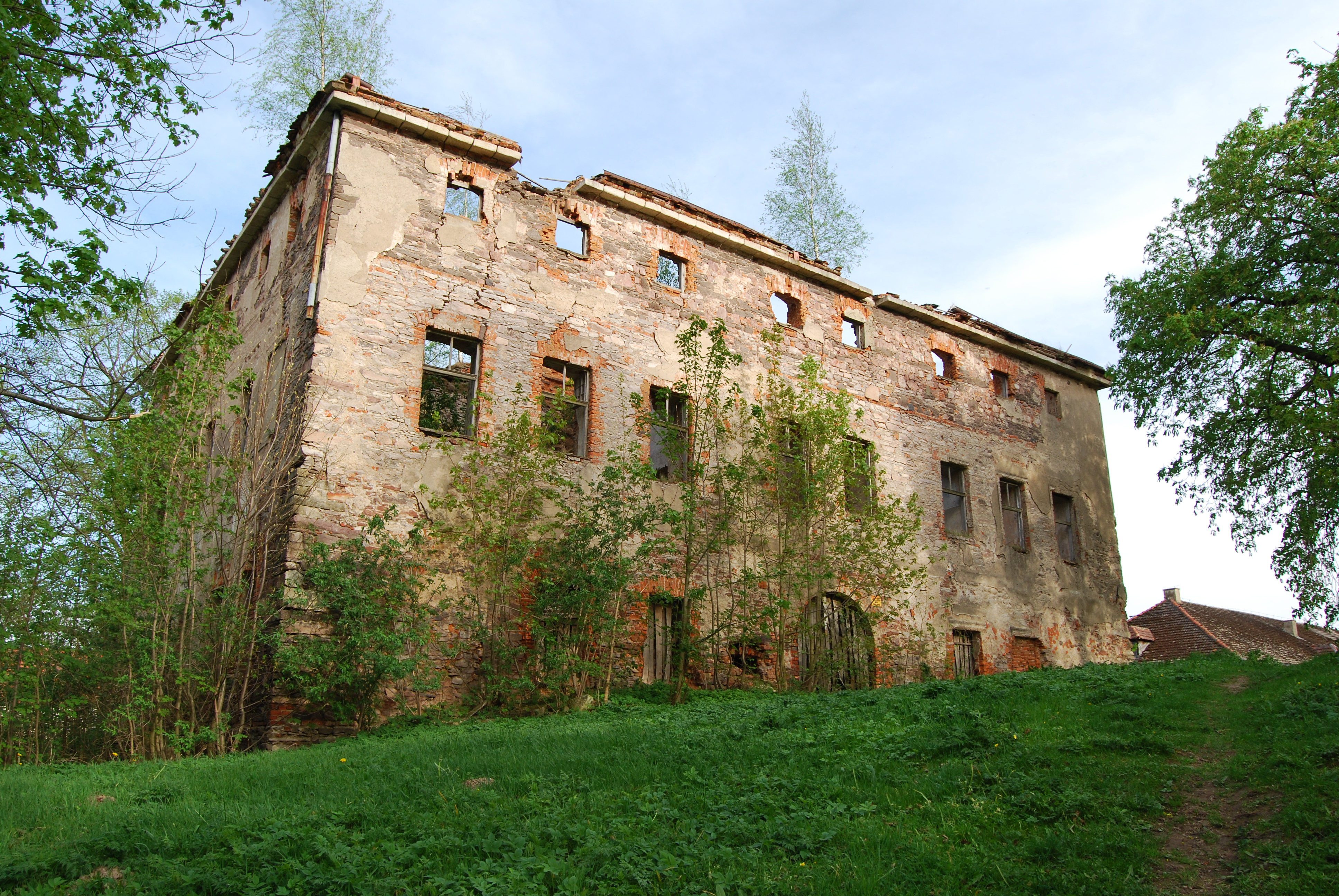
Zámek z počátku 19. století v Sokołowci Środkowém
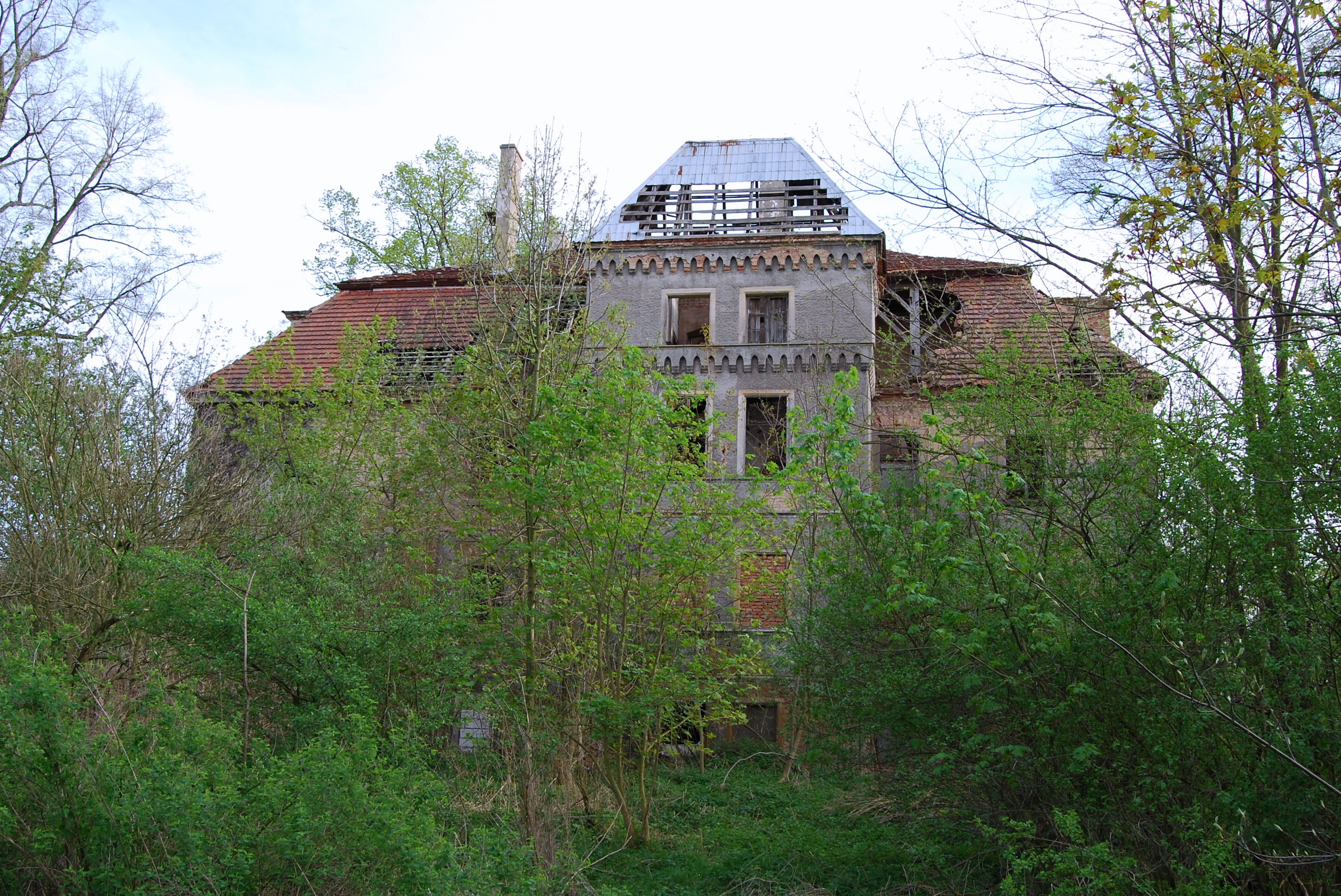
Zámek z 2. poloviny 18. století v Sokołowci Dolném
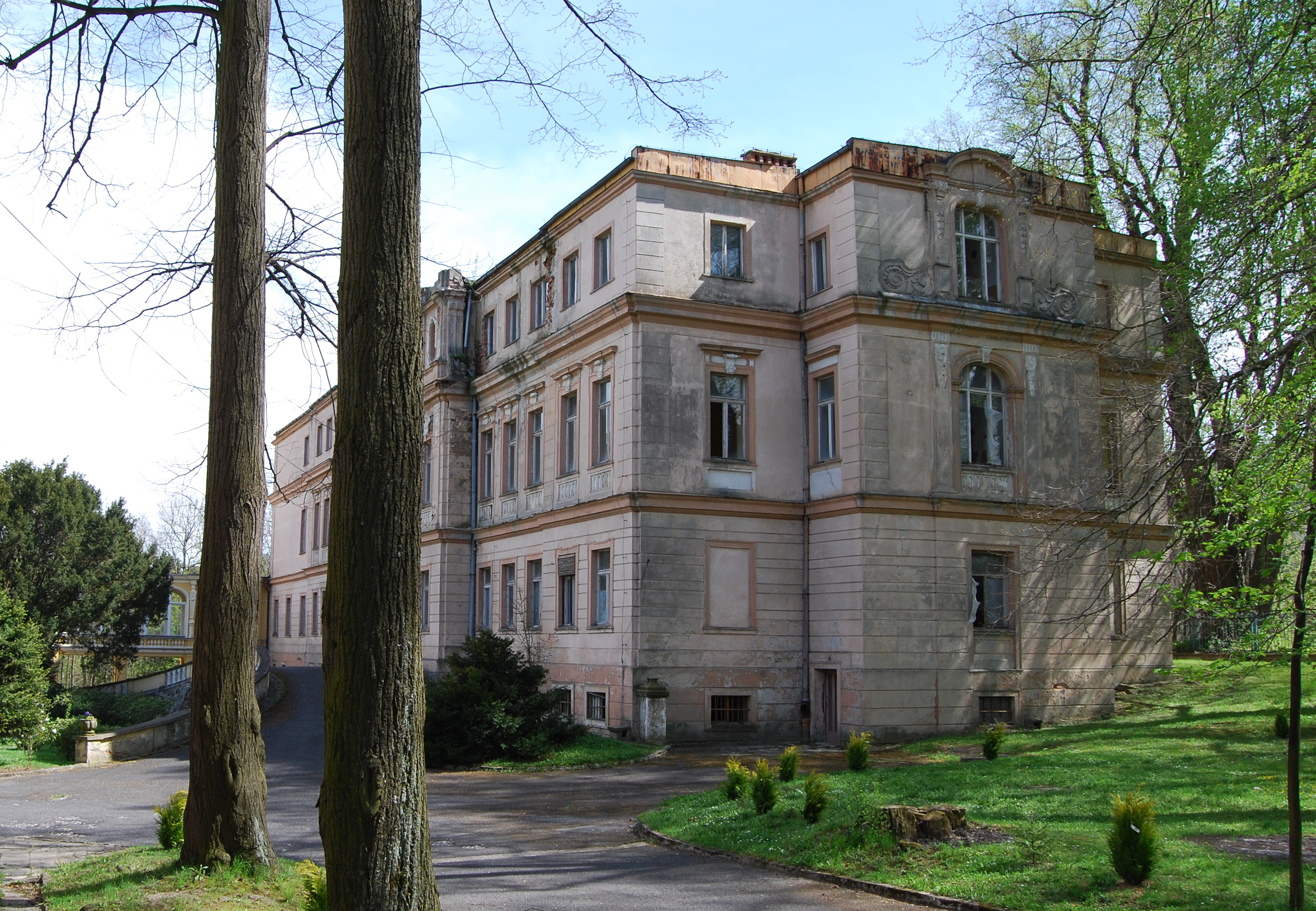
Zámek z 19. století s parkem v Podgórkách